# Angermühl (Roding)
Angermühl ist ein Gemeindeteil der knapp einen Kilometer südöstlich gelegenen Stadt Roding im Oberpfälzer Landkreis Cham in Bayern. 

## Geographie
Die Einöde liegt am Fluss Regen. 

## Baudenkmäler
Siehe: Liste der Baudenkmäler in Angermühl